# Ева Лоуренс
Ева Лоуренс (англ. Eve Laurence, настоящее имя Мелисса Энн Уилсон, англ. Melissa Ann Wilson, род. 4 октября 1985, Куин-Анс, Мэриленд) — американская порноактриса, лауреатка премии XBIZ Award.

## Биография
Родилась 4 сентября 1985 года в Куин-Анс, Мэриленд. Имеет ирландские, немецкие, британские и индейские корни.
В 18 лет начала работать в индустрии развлечений для взрослых в качестве эротической фотомодели. Позже работала в автосалоне Mercedes в Аннаполисе и в парикмахерской. В 2005 году, в 20 лет, решила устроить небольшой перерыв в порнокарьере, вернулась в Мэриленд в поисках другой постоянной работы и поступила в университет, где получила степень в области изобразительного искусства.
Позже ненадолго вернулась в индустрию, затем в 2006 вновь ушла, однако продолжала периодически сниматься в фильмах, а также для эротического видеочата на своём сайте.
Снималась для таких студий, как Mile High, Vivid, 3rd Degree, Zero Tolerance, Naughty America, Metro, Brazzers, Evil Angel, New Sensations, Adam & Eve, Elegant Angel и Sin City.
В 2007 году была номинирована на AVN Awards в категории «лучшая парная М/Ж сцена» вместе с Крисом Кэнноном за Janine’s Been Blackmaled. В 2013 году вновь номинирована на AVN Awards в категории «лучшая скандальная секс-сцена» за работу в фильме Star Wars XXX: A Porn Parody. Также за этот фильм получила премию XBIZ Award в номинации «лучшая секс-сцена в фильме-пародии».
Ушла из индустрии в 2018 году, снявшись в 245 фильмах.
У Евы есть татуировка между лопатками (сделана в конце 2005 года) и пирсинг в пупке. Утверждает, что её IQ равен 142.

## Награды и номинации
| Год  | Церемония  | Результат | Номинация                              | Работа                       |
| ---- | ---------- | --------- | -------------------------------------- | ---------------------------- |
| 2007 | AVN Awards | Номинация | Лучшая М/Ж сцена                       | Janine’s Been Blackmaled     |
| 2013 | AVN Awards | Номинация | Самая скандальная сцена секса          | Star Wars XXX: A Porn Parody |
| 2013 | XBIZ Award | Победа    | Лучшая сцена секса в пародийном фильме | Star Wars XXX: A Porn Parody |

## Избранная фильмография
- Janine’s Been Blackmaled
- Star Wars XXX: A Porn Parody